# Argiolestes baltazarae
Argiolestes baltazarae är en trollsländeart som beskrevs av Gapud och Recuenco 2001. Argiolestes baltazarae ingår i släktet Argiolestes och familjen Megapodagrionidae. Inga underarter finns listade i Catalogue of Life.